# USS Dwight D. Eisenhower (CVN-69)
USS Dwight D. Eisenhower (CVN-69) ("Ike") är ett hangarfartyg som för närvarande är i drift i USA:s flotta. 

## Bakgrund
Hon togs i tjänst 1977 som det andra fartyget av tio i Nimitz-klassen och är det första fartyget döpt efter USA:s 34:e president Dwight D. Eisenhower. Fartyget hade från början namnet USS Eisenhower som det första fartyget i klassen Nimitz men namnet ändrades till sin nuvarande form den 25 maj 1970. Fartyget, som alla andra i hennes klass, byggdes på Newport News Shipbuilding Company i Virginia, med samma design som det första fartyget. Fartyget har dock genomgått översyn två gånger för att uppgradera henne till samma standard som de yngre systerfartygen.
Sedan idrifttagningen har Eisenhower deltagit i operationer som Operation Eagle Claw under gisslankrisen i Iran 1980, liksom Gulfkriget på 1990-talet och på senare tid understött USA:s militära operationer i Irak och Afghanistan.